# MERLIN (人工衛星)
MERLIN (MEthane Remote Sensing LIdar MissioN)は、地球温暖化の原因物質の一つであるメタンの濃度を観測する人工衛星。フランス国立宇宙研究センター(CNES)とドイツ航空宇宙センター(DLR)の共同事業として、2021年の打ち上げが計画されている。

## 概要
メタンガスは二酸化炭素の21倍という高い温室効果を持ち、その排出削減が京都議定書などの国際協定によって求められている。メタン削減の対策と評価のためその定量的把握が求められる一方で地上の観測点はあまりに数が少なく、人工衛星を使ったリモートセンシングの役割が重要となる。2010年2月の独仏閣僚会議の決議により、メタン濃度の地域的分布と時間的変動を監視する小型衛星の共同開発が開始された。両国は当初1億2000万ユーロと見積もられた経費を分担し、2014年の打ち上げが見込まれたが
、その後メタン観測ライダー開発の技術的困難と両国の財政問題から計画は一時停滞した。2015年5月、DLRはCHARM-Fと呼ばれる航空機搭載型デモンストレーターによって高高度よりメタンの観測に成功。第21回気候変動枠組条約締約国会議（COP21）会期中の同年12月8日に、独仏両国の担当大臣が打ち上げスケジュールを6年延ばした上で計画を推進する共同声明を発表した。この時点での計画の必要経費は、地上施設と3年間の観測運用を含め2億5000万ユーロと見積もられている
。
メタンを観測対象に含む人工衛星としてはGOSAT／いぶき（2009年）やOCO-2（2014年）などが打ち上げられているが、いずれも太陽光を光源とするパッシブセンサーによる観測であるため昼側のみの観測に限られることと、観測結果が大気中微粒子や雲の影響を受け易いという制約があった。MERLINはレーザーを用いたアクティブセンサーの観測アプローチを採ることでこれらの課題をクリアし、更なる観測精度向上を目指している。
衛星に使われるプラットフォームは過去に17機の打ち上げ実績があるフランスのMYRIADEで、MERLINはその発展型「MYRIADE EVOLUTIONS」を採用する最初の衛星となる。ペイロードであるメタン観測装置の開発・製作はドイツ側が担当し、打ち上げ後のミッションコントロールはフランスのトゥールーズ宇宙センター内に置かれた指揮統制センターによって行われる。

## 観測機器
- 統合経路差分吸収ライダー Integrated Path Differential Absorption LIDAR

差分吸収法によるメタン観測ライダー。衛星の直下に向け、僅かに異なる2波長（1645.552nmと1645.846nm）で近赤外線レーザーパルスを照射し、その大気中の散乱光を口径690mmの反射望遠鏡で観測する。波長1600nm付近はメタンガスの赤外吸収スペクトルのひとつであるが、送出した2波長はメタンガスによる吸収率に差があり、2波長の受信信号強度を比較分析することでメタンガス濃度を割り出す。アストリウム（現エアバス・ディフェンス・アンド・スペース）とKayser-Threde（現OHBシステム）が開発を担当している。